# Chanute (Kansas)
Chanute é uma cidade localizada no estado americano de Kansas, no Condado de Neosho.

## Demografia
Segundo o censo americano de 2000, a sua população era de 9 411 habitantes.
Em 2006, foi estimada uma população de 8 887, um decréscimo de 524 (-5.6%).

## Geografia
De acordo com o United States Census Bureau tem uma área de 16,1 km², dos quais 15,9 km² cobertos por terra e 0,2 km² cobertos por água. Chanute localiza-se a aproximadamente 292 m acima do nível do mar.

## Localidades na vizinhança
O diagrama seguinte representa as localidades num raio de 24 km ao redor de Chanute.